# Alphita
L'Alphita est un glossaire médical et botanique anonyme compilé dans le milieu de l'école de médecine de Salerne entre la fin du XIIe siècle et le milieu du XIIIe. Son nom provient de la première entrée de la liste « alphita », qui signifie farine d'orge. Il reflète le changement du lexique technique, d'origine grecque, latine et arabe, qui accompagne le renouveau de la science médicale dans l'Europe médiévale. L'Alphita a survécu dans une trentaine de manuscrits datés du XIIIe au XVe siècle.

## Historiographie
L'Alphita a été découvert par le médecin et historien français Charles Daremberg dans deux manuscrits de la Bibliothèque Nationale de France à Paris, les mss. latin 6964 et latin 6957. Ses travaux ont permis une première publication du glossaire en 1854, dans le troisième volume de Collectio Salernitana de Salvatore De Renzi (it).

## Structure et contenu
Le glossaire contient 1 269 entrées ordonnées de manière semi-alphabétique : comme c'est le cas dans de nombreux textes médiévaux, les termes sont regroupés en fonction de leur initiale, mais à l'intérieur d'un même groupe, aucun principe systématique de classement ne peut être établi.